# Cosmos 93
Cosmos 93 (en cirílico, Космос 93) fue un satélite artificial militar soviético perteneciente a la clase de satélites DS (el primero de los cuatro de tipo DS-U2-V) y lanzado el 19 de octubre de 1965 mediante un cohete Cosmos-2I desde el cosmódromo de Kapustin Yar.

## Objetivos
La misión de Cosmos 93 fue de carácter militar y permanece secreta, aunque originalmente la Unión Soviética declaró que se trataba de una misión para estudiar la atmósfera superior y el espacio exterior.

## Características
El satélite tenía una masa de 305 kg y fue inyectado inicialmente en una órbita con un perigeo de 220 km y un apogeo de 522 km, con una inclinación orbital de 48,4 grados y un periodo de 91,8 minutos. Permaneció 76 días en órbita.
Cosmos 93 reentró en la atmósfera el 3 de enero de 1966.